# Kiekut
Schmalenbeck – stacja metra hamburskiego na linii U1. Znajduje się w gminie Großhansdorf. Stacja została otwarta 17 czerwca 1922. 

## Położenie
Stacja Kiekut posiada peron wyspowy o długości 120 metrów, na południe od "Bei den Rauhen Bergen".
Znajduje się tu parkin P+R na 66 miejsc.